# گندم الجزایری
گندم الجزایری (نام علمی: Triticum durum) نام یک گونه از تیره گندمیان است.از این گندم آرد سمولینا تهیه می شود که در تولید انواع پاستا به کار می رود.